# 상서성
상서성(尙書省)은 중국 및 고려 시대 중앙 관제의 하나로서, 백관(白官)을 모두 관할하던 관청으로 이(吏)·호(戶)·예(禮)·병(兵)·형(刑)·공(工)의 6부(部)가 이에 소속되었다.

## 고려
고려에서는 본래의 중국 상서성의 기능과 다르게 중서문하성에 예속된 하부 기관으로써, 상서성의 중앙기구인 도성은 지방으로 발송하는 공문, 외국에 발송하는 외교문서를 관장하기도 하지만, 상서도성의 하부기구인 6부의 기능이 오히려 강대하였다. 주된 기능은 제배(除拜)·부인(符印) 등을 관장하는 것이다.

### 역할
물고기 모양 어대(魚袋)를 좌우 2개로 나누어 왼쪽은 궁에 바치고 오른쪽은 공복을 착용한 문관이 몸에 지니고 있으면서, 궁안 출입에 이를 합쳐 보도록 하였다. 포마법에 의거하여 공무로 출장을 가는 관원들에게 발마패(發馬牌)를 발행하였다.

### 변천
국초(國初)에는 태봉국(泰封國)의 제도에 따라 광평성(廣評省)이라 칭했는데, 982년(성종 1)에 어사도성(御事都省)으로 개칭, 995년에는 상서도성(尙書都省)으로 고쳤다. 원나라가 간섭함에 따라 1275년(충렬왕 1년)에 중서문하성에 병합되어 첨의부(僉議府)가 되었다.
그 후 1356년(공민왕 5년)에 다시 상서성으로 부활, 1362년에 폐지되었다.

### 관직
문종 때의 속관을 들면 상서령(尙書令 : 종1품) 1명, 좌우복야(左右僕射 : 정2품) 각 1명, 지성사(知省事 : 종2품) 1명, 좌우승(左右丞 : 종3품) 각 1명, 좌우사랑중(左右司郞中 : 종5품) 각 1명, 좌우사원외랑(左右司員外郞 : 정6품) 각 1명, 도사(都事 : 종7품) 2명, 이속(吏屬)으로는 주사(主事) 4명, 영사(令史) 6명, 서령사(書令史) 6명, 기관(記官) 20명, 산사(算士) 1명, 직성(直省) 2명이 있었다.

## 같이 보기
- 고려의 중앙 관제